# Першокласниця
«Першокласниця» — радянський художній фільм, знятий в 1948 році режисером Іллею Фрезом за однойменною повістю Євгена Шварца.

## Сюжет
Головна героїня фільму — першокласниця Маруся (Наталія Защипіна) — примхлива, розпещена, але добра дівчинка. Ось прийшов час, і їй треба йти в школу. Марусю зарахували в середню жіночу школу № 156 Сталінського району Москви. Дуже непросто було для дівчинки звикнути до шкільних порядків. Але допомога мудрої вчительки і чуйних товаришів дуже допомогли їй у цьому.

## У ролях
- Наталія Защипіна —  Маруся Орлова
- Тамара Макарова —  Анна Іванівна, вчителька
- Кіра Головко —  Ніна Василівна, мама Марусі
- Тетяна Баришева —  Бабуся Марусі
- Міла Костикова — Галя
- Олена Таранова — Віра
- Тамара Віхман — Ніна Соколова
- Ігор Єрошкін — Сергій
- Марія Жвірбліс — вчителька
- Валентина Кібардіна — вчителька
- Олена Єгорова — Вероніка Іллівна, директор школи
- Степан Каюков — Іван Сергійович, двірник
- Володимир Уральський — міліціонер
- Георгій Мілляр — листоноша
- Олена Максимова — квіткарка
- Ростислав Плятт — ботанік
- Марія Яроцька — мати вчительки
- Інна Реформатська — епізод
- Олена Чайковська — однокласниця Марусі
- Рудольф Фурманов — епізод
- Олександр Дегтяр — батько Марусі, льотчик
- Наталія Цвєткова — епізод

## Знімальна група
- Режисер — Ілля Фрез
- Сценарист — Євген Шварц
- Оператор — Гавриїл Єгіазаров
- Композитори — Михайло Зів, Дмитро Кабалевський
- Художник — Людмила Блатова